# Diário de Notícias

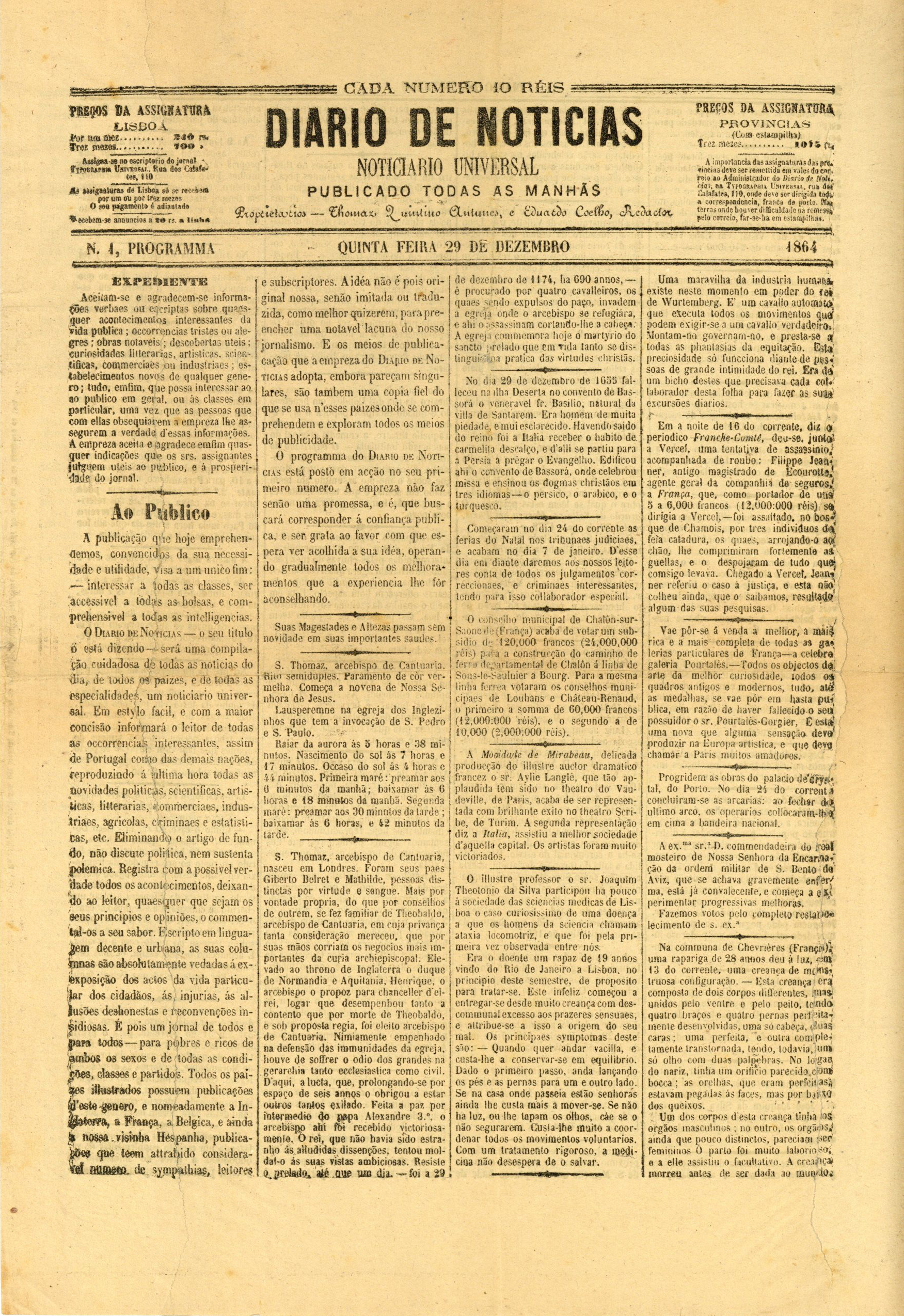
Перший номер португальської газети «Diário de Notícias» (29 грудня 1864 р.).

Diário de Notícias (укр. Щоденні новини) — щоденна португальська центристська газета, видавана з 1864 року.
У різні роки в газеті співпрацювали багато відомих діячів португальської культури, серед яких Жоакім Сеабра Пессоа, музичний критик, батько Фернанду Пессоа (1868–1893); Жозе Марія Еса ді Кейрош (1870-ті — 1880-ті); Жозе Сарамаґо і багато інших.